# László Sólyom
László Sólyom (wym. ˈlaːsloː ˈʃoːjom; ur. 3 stycznia 1942 w Peczu, zm. 8 października 2023) – węgierski prawnik, nauczyciel akademicki i polityk, przewodniczący Trybunału Konstytucyjnego (1990–1998), w latach 2005–2010 prezydent Węgier.

## Życiorys
W 1965 ukończył prawo na Uniwersytecie w Peczu, w tym samym roku uzyskał uprawnienia bibliotekarza w Państwowej Biblioteka Széchényiego. Kształcił się następnie na Uniwersytecie Friedricha Schillera w Jenie, na którym pracował w latach 1966–1969. Do połowy lat 70. był zatrudniony w parlamentarnej bibliotece. Od 1969 pozostawał pracownikiem naukowym instytutu nauk politycznych i prawnych Węgierskiej Akademii Nauk, doktoryzował się w tym instytucie w 1981. Od 1978 wykładowca węgierskich uczelni, w tym w latach 1983–1998 profesor w katedrze prawa cywilnego Uniwersytetu im. Loránda Eötvösa w Budapeszcie, a od 1995 profesor na Katolickim Uniwersytecie Pétera Pázmánya. W 1999 otrzymał tytuł doctora honoris causa Uniwersytetu Kolońskiego, od 1999 do 2000 gościnnie wykładał na tej uczelni. W 2001 został członkiem korespondentem, a w 2013 członkiem zwyczajnym Węgierskiej Akademii Nauk.
Pod koniec lat 80. zaangażował się w działalność niezależnych organizacji obywatelskich, m.in. zrzeszającego prawników Független Jogász Fórum. Był też jednym z założycieli Węgierskiego Forum Demokratycznego, przez krótki czas wchodził w skład władz wykonawczych tej partii. W 1989 wybrany w skład Trybunału Konstytucyjnego. Został wiceprzewodniczącym tej instytucji, a od 1990 do końca kadencji w 1998 zajmował stanowisko jej przewodniczącego.
W 2005 organizacja społeczna Védegylet zgłosiła jego kandydaturę na urząd prezydenta, wybieranego przez Zgromadzenia Narodowego. Poparcie zadeklarowali posłowie ugrupowań opozycyjnych – Fideszu i Węgierskiego Forum Demokratycznego. 7 czerwca 2005 László Sólyom został wybrany na ten urząd w trzeciej turze głosowania, otrzymując 185 głosów, podczas gdy kandydatka rządzących socjalistów Katalin Szili dostała 182 głosy. Wybór umożliwiło mu wstrzymanie się od głosu przez deputowanych współrządzącego Związku Wolnych Demokratów. Urząd objął 5 sierpnia 2005 i sprawował go przez pełną kadencję do 6 sierpnia 2010, kiedy to zastąpił go Pál Schmitt.

## Odznaczenia
Odznaczony m.in.: Łańcuchem Orderu Izabeli Katolickiej (2007), Krzyżem Wielkim Orderem Słońca Peru (2008) oraz Orderem Orła Białego (2009).